# Tendor
Tenzin Dorjee znany jako Tendor (ur. 1979) – tybetański działacz niepodległościowy, publicysta.
Urodził się Indiach, w rodzinie uchodźców tybetańskich. Uczył się w szkole prowadzonej przez Tybetańską Wioskę Dziecięcą (TCV), w wieku 18 lat wyjechał do USA. Studiował stosunki międzynarodowe na Brown University. Pracował dla waszyngtońskiego National Endowment for Democracy. W 2004 zaangażował się w działalność Studentów dla Wolnego Tybetu, początkowo jako rzecznik prasowy organizacji. Pięć lat później został jej dyrektorem wykonawczym. W 2007 jako członek międzynarodowego zespołu aktywistów rozwinął tybetańską flagę po chińskiej stronie Mount Everestu, odśpiewał również tybetański hymn narodowy, protestując w ten sposób przeciwko planom wniesienia znicza olimpijskiego na szczyt tej góry.
Upowszechnia wiedzę o kwestii tybetańskiej współpracując z licznymi think-thankami, wygłasza również wykłady na uniwersytetach. Publikuje między innymi w Huffington Post i Global Post. Jest komentatorem Radio Free Asia, Voice of America oraz Voice of Tibet. Posiada obywatelstwo amerykańskie.